# Loxias Crown
Hunger (Loxias Crown) es un personaje ficticio que aparece en los cómics estadounidenses publicados por Marvel Comics. El personaje apareció por primera vez en Spider-Man # 76 vol. 1 #76 (enero de 1997) y fue creado por Howard Mackie. Es enemigo de Spider-Man, Blade y Morbius.
Matt Smith interpretó a un personaje parcialmente inspirado en Hunger llamado Milo, cuyo nombre de nacimiento es Lucien, en la película Morbius (2022) del Universo Spider-Man de Sony.

## Historial de publicaciones
Creado por Howard Mackie, el personaje apareció por primera vez en Spider-Man # 76 vol. 1 # 76 (enero de 1997).

## Biografía del personaje ficticio
Loxias Crown era un agente de HYDRA equipado con una armadura que manipula la Fuerza oscura. Después de matar al creador de la armadura, William Fields, Crown toma al personal y a los estudiantes de la Universidad Empire State como rehenes para localizar las notas de Fields sobre la tecnología de su armadura, pero es derrotado por Spider-Man y S.H.O.C. Crown luego secuestró a Morbius, el Vampiro Viviente para realizar experimentos junto a la Dra. Andrea Janson para Don Fortunato. Crown amenazó a Peter Parker hasta que Todd Fields (ahora conocido como Neil Aiken) se rindió, teletransportando a los dos jóvenes a su base secreta. Pero después de que Hammerhead mató a su amor y capturó a sus tres rehenes, Crown tomó la aeronave de Hydra para vengarse. Luchó contra Spider-Man y S.H.O.C. y se preparó para sobrecargar la armadura de este último para matar a todos, pero Morbius lo atacó y lo dejó seco mientras desaparecía en el proceso.
Crown luego vivió en las alcantarillas de la ciudad de Nueva York como un "vampiro viviente" conocido como Hunger, un ejecutor del Senador Stuart Ward. Él secuestró a civiles inocentes y a la líder de los Morlocks, Callisto, a su guarida debajo de las calles. El Daily Bugle fue a investigar, pero Hunger noqueó a Parker y tomó como rehén a Betty Brant. Spider-Man se asoció con Marrow para liberar a los prisioneros, para disgusto de Hunger. Flash Thompson distrajo a Hunger, lo que resultó en su derrota por Spider-Man y Marrow, pero escapa en forma de energía. Hunger más tarde atacó una reunión clandestina entre Kingpin y la Maggia, y convirtió a varios gánsteres en su propio pequeño ejército de vampiros vivientes. Blade y Spider-Man rastrearon a Hunger hasta una planta abandonada de Roxxon, luchando contra los dos superhéroes hasta que huyó después de la muerte de su horda.

## Poderes y habilidades
Inicialmente, Loxias Crown usaba una armadura similar a S.H.O.C. que le daba la capacidad de canalizar energía negativa y disparar ráfagas de energía.
Como "vampiro viviente", Hunger no posee todos los poderes de un vampiro sobrenatural, ni está sujeto a todas las limitaciones y debilidades tradicionales del mismo. Posee una variedad de poderes sobrehumanos, algunos de los cuales son similares a los vampiros sobrenaturales dentro del Universo Marvel, como fuerza sobrehumana y velocidad, así como sentidos agudizados, incluida la visión nocturna y la ecolocalización.Debido a su condición de vampiro, Hunger se ve obligado a ingerir sangre fresca regularmente para mantener su vida y vitalidad. No posee ninguna de las vulnerabilidades místicas a las que están sujetos los vampiros sobrenaturales, como el ajo, el agua bendita, los crucifijos o la plata. Tiene una fuerte aversión a la luz del sol, gracias a su piel fotosensible que le permite cierta protección contra las quemaduras solares importantes, en contraste con los "verdaderos" vampiros que son incinerados por ella, con el resultado de que puede moverse a la luz del día, pero sus poderes son disminuido y se mantendrá a la sombra si las circunstancias le exigen estar activo durante el día.

## En otros medios

### Película
Una variación del personaje llamada Milo, cuyo nombre real es Lucien, aparece en la película Morbius (2022) del Universo Spider-Man de Sony (USS). El personaje es interpretado por Matt Smith como un adulto, y Joseph Esson como un niño. Una fusión de Loxias Crown y Emil Nikos, es el hermano sustituto de Morbius. Se le cambia el nombre cuando era niño antes de que ambos se conviertan en vampiros cuando sean adultos en un esfuerzo por curar su enfermedad sanguínea compartida, con Morbius tratando de resistir la sed de sangre y Loxias abrazándola. Después de que Loxias mata a su padre adoptivo y Martine Bancroft pero ella se sobrevive convirtiéndose en una nueva Vampiresa, Morbius frena a Loxias con un ejército de murciélagos vampiros y lo vence con el anticuerpo vampiro.